# Gàbia d'esquirol
Un rotor de gàbia d'esquirol és un tipus de rotor emprat normalment en un motor d'inducció de corrent altern. Un motor elèctric amb un rotor de gàbia d'esquirol també rep el nom de «motor de gàbia d'esquirol». En la seva forma instal·lada, és un cilindre muntat en un eix. Internament conté barres conductores longitudinals d'alumini o de coure amb solcs i connectats junts en ambdós extrems posant en curtcircuit els anells que formen la gàbia. El nom es deriva de la semblança entre aquesta gàbia d'anells i barres i la roda d'un hàmster (probablement existeixen rodes similars pels esquirols domèstics).
La base del rotor es construeix mitjançant làmines de ferro apilades. El dibuix mostra només tres capes d'apilament però se'n poden utilitzar moltes més.
Els debanats inductors de l'estator d'un motor d'inducció insten el camp magnètic a rotar al voltant del rotor. El moviment relatiu entre aquest camp i la rotació del rotor indueix corrent elèctric, un flux en les barres conductores. Alternament aquests corrents que flueixen longitudinalment als conductors reaccionen amb el camp magnètic del motor produint una força que actua de forma tangencial envers el rotor, donant per resultat un esforç de torsió per fer voltar l'eix. En efecte, el rotor es porta al voltant del camp magnètic però en un índex lleument més lent de la rotació. De la diferència en velocitat se'n diu "lliscament" i augmenta amb la càrrega.
Esquema del rotor de gàbia d'esquirol.
Sovint, els conductors s'inclinen lleument al llarg de la longitud del rotor per reduir el soroll i per reduir les fluctuacions de l'esforç de torsió que poden ser, a algunes velocitats, ia causa de les interaccions amb les barres de l'estator. El nombre de barres en la gàbia de l'esquirol es determina segons els corrents induïts en les bobines de l'estator i, per tant, segons el corrent a través d'elles. Les construccions que ofereixen menys problemes de regeneració empren nombres primers de barres.
El nucli de ferro serveix per portar el camp magnètic a través del motor. En estructura i material es dissenya per reduir al mínim les pèrdues. Les làmines fines, separades per l'aïllament de vernís, redueixen els corrents paràsits que circulen resultants dels corrents de Foucault (en anglès, 'eddy current'). El material, un acer baix en carboni però alt en silici (anomenat per això acer al silici), amb diverses vegades la resistència del ferro pur, en la reductora addicional. El contingut baix de carboni fa un material magnètic suau amb pèrdua baixes per histèresi.
El mateix disseny bàsic s'utilitza per als motors monofàsics i trifàsics sobre una àmplia gamma de mides. Els rotors per trifàsica tenen variacions en la profunditat i la forma de barres per satisfer els requeriments del disseny. Aquest motor és de gran utilitat en variadors de velocitat.

## Ús en motors síncrons
Els motors síncrons de CA trifàsics d'utilitzar altres tipus de rotors encara que poden emprar una bobina de gàbia d'esquirol per permetre que arribin a la velocitat de sincronisme en l'arrencada. Una vegada funcionant a la velocitat síncrona, el camp magnètic està rotant a la mateixa velocitat que el rotor, així que no s'induirà cap corrent en les bobines de la gàbia de l'esquirol i no tindran cap altre efecte en l'operació del motor síncron.